# Harry Potter en de Orde van de Feniks (soundtrack)
Voor de compositie van de original motion picture soundtrack van de vijfde film, die verscheen op 10 juli 2007, werd Nicholas Hooper ingeschakeld. Dit vooral vanwege zijn lange samenwerking en vriendschap met regisseur van dienst, David Yates. Hoewel Hooper vooral voor televisie muziek componeerde en dit zijn eerste grote Hollywood filmproject was, viel zijn score toch in de smaak.
In maart en april 2007 vonden de opnamesessies plaats en er werd voor haast twee uur muziek opgenomen. Net zoals bij de vorige films werd ook nu gebruikgemaakt van Hedwig's Theme, gecomponeerd door John Williams. Net zoals de film en het boek, is ook de score duisterder geworden en dit wordt gereflecteerd in de thema's voor het nieuwe personage Dorothea Omber en Heer Voldemorts invasie in de gedachtewereld van Harry. Om een diepere klank in de percussie te brengen werd gebruikgemaakt van een Japanse Taiko drum.
Een ander belangrijk thema is dat van de Orde van de Feniks, voorgesteld als Flight of the Order of the Phoenix. Verder is er nog de track Loved Ones and Leaving, dat veel gelijkenissen vertoont met de track Hogwarts' Hymn, gecomponeerd voor de vorige film door Patrick Doyle. Loved Ones and Leaving speelt in het begin de triestige tonen van het verdriet dat Harry voelt na de dood van zijn peetoom Sirius Zwarts, waarna een opgewektere en sinistere noot wordt gezet voor het karakter Loena Leeflang, wie Harry tegenkomt tijdens zijn rondzwerving door het kasteel van Zweinstein.
Het album is ook in speciale uitvoering verschenen met een boekje van 20 pagina's. In de Amerikaanse Billboard 200 vertrok het van de 43 plaats, met een verkoop van 16.000 exemplaren in de eerste week.

## Nummers
| Nr.: | Titel:                     | Duur: |
| ---- | -------------------------- | ----- |
| 1    | Fireworks                  | 1:45  |
| 2    | Professor Umbridge         | 2:32  |
| 3    | Another Story              | 2:37  |
| 4    | Dementors in the Underpass | 1:43  |
| 5    | Dumbledore's Army          | 2:40  |
| 6    | The Hall of Prophecies     | 4:25  |
| 7    | Possession                 | 3:18  |
| 8    | The Room of Requirements   | 6:07  |
| 9    | The Kiss                   | 1:56  |

| Nr.: | Titel:                              | Duur: |
| ---- | ----------------------------------- | ----- |
| 10   | A Journey to Hogwarts               | 2:52  |
| 11   | The Sirius Deception                | 2:34  |
| 12   | Death of Sirius                     | 3:56  |
| 13   | Umbridge Spoils a Beautiful Morning | 2:38  |
| 14   | Darkness Takes Over                 | 2:57  |
| 15   | The Ministry of Magic               | 2:47  |
| 16   | The Sacking of Trelawney            | 2:13  |
| 17   | Flight of the Order of the Phoenix  | 1:31  |
| 18   | Loved Ones and Leaving              | 3:15  |

## Hitnoteringen

### NPO Klassiek Filmmuziek Top 200
| Harry Potter and the Order of the Phoenix in de NPO Klassiek Filmmuziek Top 200 | Harry Potter and the Order of the Phoenix in de NPO Klassiek Filmmuziek Top 200 | Harry Potter and the Order of the Phoenix in de NPO Klassiek Filmmuziek Top 200 |
| Jaar                                                                            | 2024                                                                            | 2025                                                                            |
| ------------------------------------------------------------------------------- | ------------------------------------------------------------------------------- | ------------------------------------------------------------------------------- |
| Positie                                                                         | 82*                                                                             | 95*                                                                             |

( * als Harry Potter and the Order of the Phoenix / the Half-Blood Prince)

## Prijzen
| Nominaties:                                       | Nominaties:                  | Nominaties: |
| ------------------------------------------------- | ---------------------------- | ----------- |
| Saturn Award voor Best Music                      | Nicholas Hooper              |             |
| Empire Award voor Best Soundtrack                 | (geen nader bepaald persoon) |             |
| World Soundtrack Award voor Discovery of the Year | Nicholas Hooper              |             |